# Ascension Parish
Ascension Parish (franska: Paroisse de l'Ascension) är ett administrativt område, parish, i delstaten Louisiana, USA. År 2010 hade området 107 215 invånare. Den administrativa huvudorten är Donaldsonville.

## Geografi
Enligt United States Census Bureau har countyt en total area på 784 km². 755 av den arean är land och 29 km² är vatten.

### Angränsande områden
- East Baton Rouge Parish - norr
- Livingston Parish - nordost
- Saint John the Baptist Parish - öst
- Saint James Parish - sydost
- Assumption Parish - sydväst
- Iberville Parish - väst

## Större städer och samhällen
- Donaldsonville
- Gonzales
- Sorrento